# Jürgen Nöldner
Jürgen Nöldner (Berlino Est, 22 febbraio 1941 – Berlino, 21 novembre 2022) è stato un calciatore tedesco orientale, dal 1990 tedesco, di ruolo attaccante.

## Carriera
Soprannominato "Kuppe", nasce a Berlino, città in cui una strada e una piazza portano il nome del padre Erwin Nöldner, giustiziato dai nazisti per la sua attività politica. Tira i primi calci allo Sparta Lichtenberg, nel suo quartiere, e alla BSG Turbine BEWAG di Berlino prima di entrare, nel 1959, nel settore giovanile dell'ASK Vorwärts con la quale già a novembre esordisce in Oberliga e, quattro giorni dopo, in Coppa dei Campioni contro gli inglesi del Wolverhampton Wanderers.
L'anno successivo debutta con la nazionale maggiore in un'amichevole a Sofia del luglio 1960. Nonostante la relativa mobilità, brucia le tappe con la sua classe e con il suo sinistro che gli vale il soprannome di "Puskás della DDR". Nel 1963 è eletto miglior giocatore offensivo dalla rivista specializzata Deutsches Sportecho, mentre nel 1966 è nominato calciatore tedesco orientale dell'anno. Con la sua nazionale ottiene il bronzo ai Giochi olimpici del 1964 collezionando 30 presenze (l'ultima nel marzo 1969 nel 2-2 contro l'Italia valevole per le qualificazioni ai mondiali 1970) e 16 reti.

## Palmarès

### Club
- Campionato tedesco orientale: 5

Vorwärts Berlino: 1960, 1961-1962, 1964-1965, 1965-1966, 1968-1969
- Coppa della Germania Est: 1

Vorwärts Berlino: 1969-1970

### Nazionale
- Bronzo olimpico: 1

Tokyo 1964

### Individuale
- Calciatore tedesco orientale dell'anno: 1

1966